# Fikh
A fikh (فقه) az iszlám jogfilozófiája, jogtudomány, amely leginkább hasonlít az európai jogfogalomhoz. Funkciója eszközök és módszerek szolgáltatása a hívők viselkedésének megítélésére. A muszlim törvény, a saría kibővített változatának tekinthető, mely a Koránon alapul, a szunna egészíti ki, és az ulema fatváiban (rendeleteiben) és értelmezéseiben nyilvánul meg.

## Etimológia
A fikh arab szó jelentése „elmélyült tudás” vagy „mély megértés”. Ibn Khaldún 14. századi történész szerint „a jogtudomány (fikh) Allah törvényeink az ismerete, amelyek arra vonatkoznak, hogy a jogilag felelősségre vonható mozlimoknak a cselekedetei mennyiben kötelezőek, tilalmasak, ajánlatosak, elvetendők vagy megengedhetők.” A legtöbb jogász ezt elfogadja.
A modern standard arab nyelvben a fikh általában is jelenti a jogot, nemcsak a muszlimot, hanem a világit is. Célja a vallási, politikai, polgári és társadalmi élet átfogó szabályozása. A fikh tudományát tanulmányozó tudósok a fakíhok. 

## Madzhab
A saría maga a vallásjog, az iszlám törvénye, a fikh a törvénnyel foglalkozó tudomány. Fejlődése során iskolákra bomlott.  A szunnita gyakorlatban mára négy bevett vallásjogi iskola (madzhab) maradt fenn, amelyek kánonja a  8–9. században alakult ki (régebben több is létezett). Ezek abban térnek el egymástól, hogy az iszlám vallásjog alkalmazásában milyen forrásokat és eszközöket tekintenek megengedhetőnek. Kidolgozójukról kapták a nevüket: hanafita, sáfiita, hanbalita, málikita iskolák. 
A jogértelmezés síita irányzatát dzsafarita iskolának nevezik a hatodik síita imám, Dzsaafar asz-Szádik (703–765) után. Több szempontból is különbözik a többi irányzattól, például megőrizte az idzstihádot (önálló jogi döntés), amit a szunniták a  madzhabok megjelenésével a 10. században elvetettek.